# 4594 Dashkova
4594 Dashkova eller 1980 KR1 är en asteroid i huvudbältet som upptäcktes den 17 maj 1980 av den ryska astronomen Ljudmila Tjernych vid Krims astrofysiska observatorium på Krim. Den har fått sitt namn efter Katarina Dasjkova.
Asteroiden har en diameter på ungefär fyra kilometer.